# فریتس گونست
فریتس گونست (انگلیسی: Fritz Gunst; ۲۲ سپتامبر ۱۹۰۸ – ۹ نوامبر ۱۹۹۲) بازیکن واترپلو اهل آلمان بود.